# Кольонія-Ренчно
Кольонія-Ренчно (пол. Kolonia Ręczno) — село в Польщі, у гміні Ренчно Пйотрковського повіту Лодзинського воєводства.
Населення — 321 особа (2011).
У 1975-1998 роках село належало до Пйотрковського воєводства.

## Демографія
Демографічна структура станом на 31 березня 2011 року:
|          | Загалом | Допрацездатний вік | Працездатний вік | Постпрацездатний вік |
| -------- | ------- | ------------------ | ---------------- | -------------------- |
| Чоловіки | 173     | 38                 | 119              | 16                   |
| Жінки    | 148     | 24                 | 90               | 34                   |
| Разом    | 321     | 62                 | 209              | 50                   |